# Isabella Leonarda
Isabella Leonarda (6 september 1620 – 25 februari 1704) was een Italiaans componist uit Novara.
Op zestienjarige leeftijd trad zij toe tot het Collegio di Sant'Orsola, een ursulinenklooster waar zij zou verblijven voor de rest van haar leven. Leonarda componeerde zoveel muziekstukken tijdens haar kloosterleven, dat zij vandaag bekend staat als de meest productieve vrouwelijke componiste van haar tijd.

## Biografie
Anna Isabella Leonarda werd geboren op 6 september 1620. Ze was de dochter van Giannantonio Leonardi en zijn vrouw Apollonia. De Leonardi's waren een oude, prominente Novarese familie. Deze familie bekleedde vaak belangrijke posities in zowel de kerk als het civiele leven.
Leonarda trad in 1636 toe tot het Novarese ursulinenklooster Collegio di Sant'Orsola. Haar familie had nauwe banden met het klooster vanwege hun positie als geldschieters. Mogelijk zijn de giften van Leonarda's familie de reden voor de invloedrijke posities die zij bekleedde in het klooster. Zij was madre in 1676, superiora in 1686, madre vicaria in 1693, en consigliera in 1700. Hoewel de precieze betekenis van deze benamingen onbekend zijn, was superiora waarschijnlijk de hoogste functie binnen het klooster.
Leonarda was een hoog aangeschreven componist in haar thuisstad, maar daarbuiten was haar muziek nauwelijks gekend. Gedurende 60 jaar publiceerde zij haar werk, te beginnen met dialogen in 1640 en te eindigen met haar Motetti a voce sola uit 1700. Bijna 200 werken worden haar toegewezen. De enige composities van voor 1670 die we vandaag nog kennen, zijn haar dialogen die werden uitgegeven door Gasparo Casati. Vermoedelijk was Leonarda de 50 al voorbij voordat ze op reguliere basis begon te componeren. Het was ook in deze periode dat ze de werken die we vandaag nog kennen, begon uit te geven.

## Muzikaal werk
Isabella Leonarda is niet gekend als zangeres of instrumentalist. Niet veel is geweten over haar als uitvoerend musicus. Toch werd zij bekend als de meest productieve kloostercomponiste uit de barokperiode.

### Als leerling en leerkracht
Er is niet veel geweten over de muzieklessen die Leonarda kreeg voor ze naar Sant'Orsola trok. Gezien haar hoge sociale en economische status, had zij waarschijnlijk wel enige muziekeducatie genoten. Eens in het klooster studeerde ze vermoedelijk bij Gasparo Casati (1610–1641). Als kapelmeester van de kathedraal van Novara, was Casati een getalenteerde maar weinig bekende componist. Het enige mogelijke bewijs dat we hiervoor hebben is Casati's Terzo libro di sacri concenti, welke twee dramatische dialogen van Leonarda bevat. Dit zijn haar vroegst gekende composities.
In 1958 vond men een document waarin Leonarda magistra musicae (muziekleerkracht) werd genoemd. Vermoedelijk voorzag Leonarda haar medezusters in muziekeducatie. Mogelijk kreeg ze zo de kans om haar werk te laten uitvoeren door de nonnen van het klooster.

### Oeuvre
Leonarda's oeuvre bestaat uit zowat alle religieuze genres van haar tijd: motetten en religieuze concerto's voor 1 tot 4 stemmen, religieuze Latijnse dialogen, psalmen, responsoria's, magnificats, litanieën, missen, en kamersonates (met name Opus 16). Ook schreef ze enkele religieuze liederen. We kennen slechts twee Italiaanse vrouwen die instrumentale muziek componeerden. Elk brachten zij één instrumentaal werk voort. Leonarda's Opus 16 is hier een van. De andere is van de hand van Marieta Morosina Priuli.
Hoewel Leonarda voornamelijk solomotetten componeerde, is ze historisch gezien vooral bekend vanwege haar sonates. Zij was namelijk de eerste vrouw die sonates publiceerde.

### Publicaties en toewijdingen
Bijna alle composities van Leonarda bevatten een dubbele toewijding: een voor de Maagd Maria en een voor een hooggeplaatste levende persoon. In een van haar toewijdingen vermeldt Leonarda dat ze muziek componeert om haar devotie aan Maria te tonen en niet om wereldse roem te vergaren. Haar dedicaties ging onder meer uit naar de aartsbisschop van Milaan, de bisschop van Novara en naar Keizer Leopold I. Deze keuzes werden waarschijnlijk gemotiveerd door het feit dat het klooster financiële hulp nodig had.